# Norbert Benoit
Norbert Benoit (geboren Norbert-Benoît Vanpeperstraete op 1 april 1912 in Sint-Jans-Molenbeek en overleden op 16 december 1997 te 's-Gravenbrakel) was een eigenzinnige Belgische expressionistische en surrealistische filmmaker en art brut-schilder.

## Film
Norbert-Benoît Vanpeperstraete, afkomstig uit een circusmilieu, maakte midden jaren dertig een aantal korte animatiefilms. Zo maakte hij in 1936 met zijn broer Roger een animatiefilm 'Allo...Allo...James!' met poppen als een visuele vertaling van het liedje "Tout va très bien, Madame la Marquise" van de Franse zanger en orkestleider Ray Ventura die Franstalige muziek "op zijn Amerikaans" bracht. Een andere succesvolle korte animatiefilm, gebaseerd op een populair liedje, werd gemaakt met de titel "Couchés dans le foin". In een interview in de krant La Nation belge legt Norbert Vanpeperstraete uit dat ze voor de semi-animatiefilms met poppen tewerk gaan zoals Amerikaanse tekenfilms gemaakt worden, beeld per beeld.
In 1937 verzorgt Norbert Vanpeperstraete, eveneens bijgestaan door zijn broer Roger, de cinematografie van de Belgische surrealistische stille kortfilm Monsieur Fantômas van de flamboyante schrijver en cineast Ernst Moerman. De film, waarin onder meer René Magritte te zien is, werd voor het eerst vertoond op 12 oktober 1937 in het Paleis voor Schone Kunsten te Brussel in het kader van een programma van de Cercle du cinéma, een linkse cinemaclub.
Nadien legden de broers Vanpeperstraete zich toe op het maken van twee industriële documentaire films ("Hier et Aujourd'hui" en "L'Electricité à la Ferme") voor een Nederlands electriciteitsbedrijf, te vertonen op de Internationale tentoonstelling te Luik in 1939.  
Vanaf 1938 legde Norbert Benoit zich ook toe op een project voor de ontwikkeling van de Belgisch-Franse speelfilm La Maudite waarvoor hij samen met Marcel Roy het scenario had uitgewerkt. Het verhaal draait in een notendop om een mooie mysterieuze vrouw die uit het niets, uitgehongerd en moe, in een klein dorp opduikt en gewantrouwd wordt. Ze zet als femme fatale de boel op stelten en misnoegde inwoners zullen haar op een dramatische nacht uiteindelijk opjagen en de dood injagen. De langspeelfilm (76 minuten) kon door de oorlog uiteindelijk pas vanaf 1947 gemaakt worden met ondersteuning van producent Marcel Jauniaux van Pathé Cinémas in België en werd in 1949 uitgebracht. Met de sensuele Franse actrice Claudine Dupuis in de hoofdrol, werd de Franstalige zwart-witfilm met een suggestieve affiche ook aan de man gebracht met de titel "des Amants sur l'Herbe" en (in het Nederlands ondertiteld) "Verliefden op het gras". In 1949 werd de film La Maudite vertoond op het Filmfestival van Knokke, waar het door het publiek en critici weggehoond werd als gekunsteld en smakeloos melodrama.
Door de moeilijkheden van de Belgische filmindustrie en de matige ontvangst van La Maudite, kon Norbert Benoit zich daarnaast nog slechts op enkele kortfilms toeleggen die als toemaatje bij langspeelfilms vertoond werden. Een voorbeeld is Chapeau Buse (de hoge hoed) met het verhaal van een vervloekte hoed die onheil brengt voor haar verschillende eigenaars. De film is bizar en expressionistisch en ademt de sfeer van een verstilde tragedie.

## Art brut schilderkunst
Verstilde tragedie, zo valt wellicht ook het best zijn schilderwerk te beschrijven, dat als art brut een mengeling vormt van expressionisme en surrealisme en in een eerder donkere sfeer baadt. Een voorbeeld vinden we in figuratief werk (olieverf op canvas, 90 x 70 cm) waarop archetypes (harlekijn, notabele, priester, edelman, de dood, christusfiguur) met holle ogen de kijker aanstaren. Inspiratie lijkt de artiest te vinden bij Odilon Redon, Lautréamont en James Ensor. De gebruikte archetypes herkennen we ook uit zijn eerdere filmwerk. 

In de jaren zestig kreeg het schilderwerk van Norbert Benoit enige erkenning naar aanleiding van een expositie in de Chavance galerij te New York en tentoongesteld werk in het Palais des Beaux-Arts te Charleroi (1961) en exposities in het "Maison des Architectes" (1962) en de Galerie Vendôme (1962) te Brussel. Recensenten noemen zijn werk naïef, expressionistisch of surrealistisch. Ook al is er geen éénduidigheid over het gepast label, wijzen alle recensenten op de onconventionele aanpak van de artiest en het ruwe karakter van het art brut werk van Nobert Benoît:
"Nobert Benoit a confié des toiles au style vigoureux, parfois percutant. On connaît déjà, depuis quelques années, ce peintre en marge des courants, survolté et inspiré par un certain naïvisme qui confère à ses tableaux, la saveur des souches et la rudesse des bois taillés par les primitifs.
(...) Ce peintre fiévreux et inégal a le mérite de faire violence à notre confort visuel et de nous troubler. C'est une qualité qui n'est point banale" (Le Soir, 23 maart 1962).
In 1998 vond een postuum eerbetoon plaats door het zogenaamde Musée d'Art Spontané te Spa. Zijn werk maakt tegenwoordig ook deel uit van de collectie van het Museum voor Spontane Kunst te Schaarbeek. Ook werk van zijn zoon Paul Vanpeperstraete, geboren in 1939 te Laken, is daar te vinden. Onder het pseudoniem Vanpeper produceert de zoon werk dat duidelijk beïnvloed is door het duistere en carnavaleske werk van zijn vader.